# Jordan–Hölder-tétel
A csoportelmélet egy jelentős eredménye a Jordan–Hölder-tétel, amely azt állítja, hogy ha egy csoportnak van kompozíciólánca (olyan normállánca, ami tovább nem finomítható), akkor a csoport bármely két kompozíciólánca izomorf.

## Története
A tétel egy kezdetleges változatát Marie Ennemond Camille Jordan bizonyította be 1869-ben. A bizonyítást Otto Ludwig Hölder 1889-ben egészítette ki. A Jordan–Hölder-tételnek gyakran alkalmazott általánosítása a Schreier-féle finomítási tétel, amit Otto Schreier 1928-ban publikált. Hat évvel később 1934-ben Hans Zassenhaus továbbfejlesztette Schreier bizonyítását a Zassenhaus-lemma felhasználásával.

## Bizonyítás
Legyen {\displaystyle G} egy kompozíciólánccal rendelkező csoport. A tételt a kompozíciólánc {\displaystyle r} hosszára vonatkozó indukcióval igazoljuk.
Ha {\displaystyle r=1}, azaz {\displaystyle G\triangleright e} (ahol {\displaystyle e} a csoport egységeleme) kompozíciólánc, akkor {\displaystyle G} egyszerű, így ez az egyetlen kompozíciólánca.
Tegyük fel, hogy a tételben foglalt állítás r-nél kisebb hosszúságú láncokra igaz, és legyen

{\displaystyle G=G_{0}\triangleright G_{1}\triangleright ...\triangleright G_{r-1}\triangleright G_{r}=e} és {\displaystyle G=H_{0}\triangleright H_{1}\triangleright ...\triangleright H_{s-1}\triangleright H_{s}=e}

{\displaystyle G}-nek két kompozíciólánca. 
Ha {\displaystyle G_{1}=H_{1}}, akkor elhagyva {\displaystyle G}-t mindkét helyen, a {\displaystyle G_{1}=H_{1}} csoportnak két kompozícióláncát kapjuk. Ezek egyikének hossza {\displaystyle r-1}, tehát a {\displaystyle G_{1}}-ből illetva {\displaystyle H_{1}}-ből kiinduló részláncok izomorfak. {\displaystyle G_{0}/G_{1}=H_{0}/H_{1}} miatt a két kompozíciólánc ebben az esetben szükségképpen izomorfak.
Ha {\displaystyle G_{1}\neq H_{1}}, akkor mivel sem {\displaystyle G} és {\displaystyle G_{1}} sem {\displaystyle G} és {\displaystyle H_{1}} közé nem iktatható tőlük különböző normális részcsoport, {\displaystyle G_{1}} és {\displaystyle H_{1}} a {\displaystyle G}-nek maximális normális részcsoportjai. {\displaystyle \left\{G_{1},H_{1}\right\}} újból normális részcsoport {\displaystyle G}-ben, így {\displaystyle \left\{G_{1},H_{1}\right\}=G}.
Tekintsük a {\displaystyle G=\left\{G_{1},H_{1}\right\}\triangleright G_{1}\triangleright G_{1}\cap H_{1}\triangleright \cdots \triangleright e} és {\displaystyle G=\left\{G_{1},H_{1}\right\}\triangleright H_{1}\triangleright G_{1}\cap H_{1}\triangleright \cdots \triangleright e} normálláncokat.
Itt {\displaystyle G_{1}\cap H_{1}} a {\displaystyle G}-nek normális részcsoportja, tehát {\displaystyle G_{1}}-ben és a {\displaystyle H_{1}}-ben is normális és ezek mindegyikétől különbözik {\displaystyle G_{1}\neq H_{1}} miatt. Az I. izomorfizmus-tétel figyelembevételével

{\displaystyle G/G_{1}\cong H_{1}/(G_{1}\cap H_{1})} és {\displaystyle G/(G_{1}\cap H_{1})\cong G/H_{1}},

vagyis {\displaystyle G=\left\{G_{1},H_{1}\right\}\triangleright G_{1}\triangleright G_{1}\cap H_{1}\triangleright \cdots \triangleright e}-nek első, illetve második faktora izomorf {\displaystyle G=\left\{G_{1},H_{1}\right\}\triangleright H_{1}\triangleright G_{1}\cap H_{1}\triangleright \cdots \triangleright e}-nek második illetve első faktorával. {\displaystyle G_{1}} egy kompozícióláncának hossza {\displaystyle r-1}, tehát {\displaystyle G_{1}\cap H_{1}}-é {\displaystyle r-2}.
{\displaystyle G=\left\{G_{1},H_{1}\right\}\triangleright G_{1}\triangleright G_{1}\cap H_{1}\triangleright \cdots \triangleright e}-ben és {\displaystyle G=\left\{G_{1},H_{1}\right\}\triangleright H_{1}\triangleright G_{1}\cap H_{1}\triangleright \cdots \triangleright e}-ben a pontok helyére {\displaystyle G_{1}\cap H_{1}}-nek egy kompozícióláncát téve {\displaystyle G}-nek két izomorf kompozícióláncát kapjuk.
Mivel {\displaystyle G=G_{0}\triangleright G_{1}\triangleright ...\triangleright G_{r-1}\triangleright G_{r}=e} és {\displaystyle G=\left\{G_{1},H_{1}\right\}\triangleright G_{1}\triangleright G_{1}\cap H_{1}\triangleright \cdots \triangleright e} {\displaystyle G_{1}}-ben,{\displaystyle G=H_{0}\triangleright H_{1}\triangleright ...\triangleright H_{s-1}\triangleright H_{s}=e} és {\displaystyle G=\left\{G_{1},H_{1}\right\}\triangleright H_{1}\triangleright G_{1}\cap H_{1}\triangleright \cdots \triangleright e} {\displaystyle H_{1}}-ben közös a már bizonyíitottak szerint
{\displaystyle G=G_{0}\triangleright G_{1}\triangleright ...\triangleright G_{r-1}\triangleright G_{r}=e} és {\displaystyle G=\left\{G_{1},H_{1}\right\}\triangleright G_{1}\triangleright G_{1}\cap H_{1}\triangleright \cdots \triangleright e} illetve

{\displaystyle G=H_{0}\triangleright H_{1}\triangleright ...\triangleright H_{s-1}\triangleright H_{s}=e} és {\displaystyle G=\left\{G_{1},H_{1}\right\}\triangleright H_{1}\triangleright G_{1}\cap H_{1}\triangleright \cdots \triangleright e} izomorf kompozícióláncok. A tranzitivitás következtében {\displaystyle G=G_{0}\triangleright G_{1}\triangleright ...\triangleright G_{r-1}\triangleright G_{r}=e} és {\displaystyle G=H_{0}\triangleright H_{1}\triangleright ...\triangleright H_{s-1}\triangleright H_{s}=e} is izomorf.

## Alkalmazás
A magasbbfokú algebrai egyenletek elméletében fontos fogalom a feloldható csoport fogalma. {\displaystyle G}-t feloldható, ha van olyan normállánca, melyben minden faktorcsoport Abel-féle.
Kompozíciólánccal rendelkező csoport esetében ez azt jelenti, hogy van olyan kompozíciólánca (és a Jordan–Hölder-tétel szerint mindegyik olyan), amelynek faktorai kommutatívak.